# 프랭클린 피어스
프랭클린 피어스(영어: Franklin Pierce, 1804년 11월 23일 ~ 1869년 10월 8일)는 미국의 14번째 대통령(1853~57)이다. "친남부적인 북부인"으로 알려진 그는 미국의 하원·상원 의원을 지냈고, 멕시코 전쟁에서 준장으로 복무하였다. 대통령 재임 중에 노예 제도에 대한 북부와 남부의 분쟁을 말리지 못하여 후에 남북전쟁의 원인을 가져왔다.

## 어린 시절

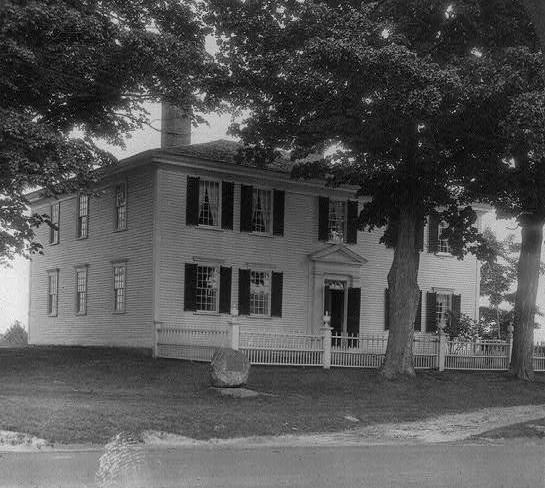
뉴햄프셔주 힐스보로에 있는 프랭클린 피어스의 생가

뉴햄프셔주의 힐스보로에서 태어났다. 그의 아버지 벤저민 피어스는 미국 독립 전쟁에 복무하였고, 후에 국민군의 준장이 되었다. 또한 두번이나 뉴햄프셔주 지사를 지냈다. 어린 프랭클린 피어스는 6명의 형들, 2명의 동생들과 누이들과 함께 행복한 어린 시절을 보냈다.
11세 때에 소년으로서 핸콕 근처에 있는 학당에 보내졌다. 1년 후에는 프랜스타운에 있는 학당으로 옮겼다가, 후에 필립스 엑스터 학당으로 전학을 갔다. 1820년 보든 대학교에 입학하여 나다니엘 호손과 가까운 친구가 되었다. 그는 수많은 대학의 생활을 사회 운동들에서 보냈다. 2년째의 해 말기에 프랭클린의 점수가 자신의 반에서 가장 낮았다. 그러고나서 공부하기로 결심하였고, 반에서 3등을 하여 1824년 졸업하였다.

## 정치적 경력
피어스는 뉴햄프셔주 지사 리바이 우드버리의 아래에서 법률을 공부하기 시작하였다. 후에 그는 재판관 새뮤얼 호와 에드먼드 파커 아래에서 공부하였다. 1827년 피어스는 콩고드에 법률 사무소를 열었다.

### 정계 입문

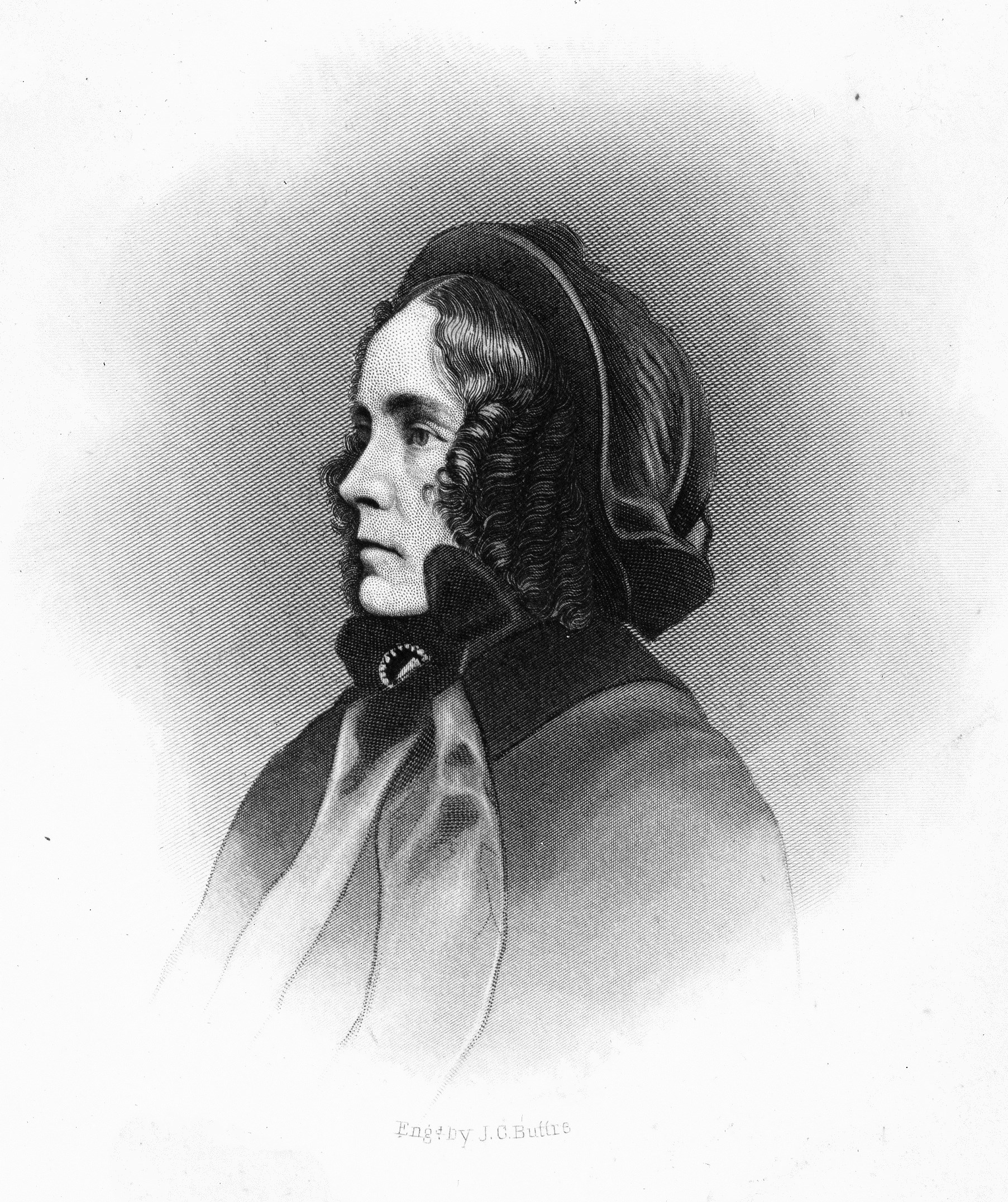
영부인 제인 애플턴 피어스 여사

피어스는 앤드루 잭슨의 대통령 선거 운동을 지지하였다. 1829년에는 뉴햄프셔 주의 하원 의원이 되었다. 2년 후 재선되었고, 하원의 연설자가 되었다.
1833년 피어스는 미국 하원 의원 석을 얻었고, 2번의 임기를 재낸 후에 미국 상원에 선출되었다. 32세 때에 그는 연소자 상원이 되었다.
그는 의회 생활을 불행하게 보냈다. 1834년 조합 교회의 목사를 지낸 보든 대학교 학장의 딸 제인 애플턴과 결혼하였다. 제인 여사는 결핵에 걸렸고, 워싱턴 D.C.를 싫어하여 거기에 가는 것이 드물었다. 결국 프랭클린 피어스는 그녀가 고향으로 돌아오는 희망에 동의하여 1842년 상원직을 사임하였다.

### 멕시코 전쟁

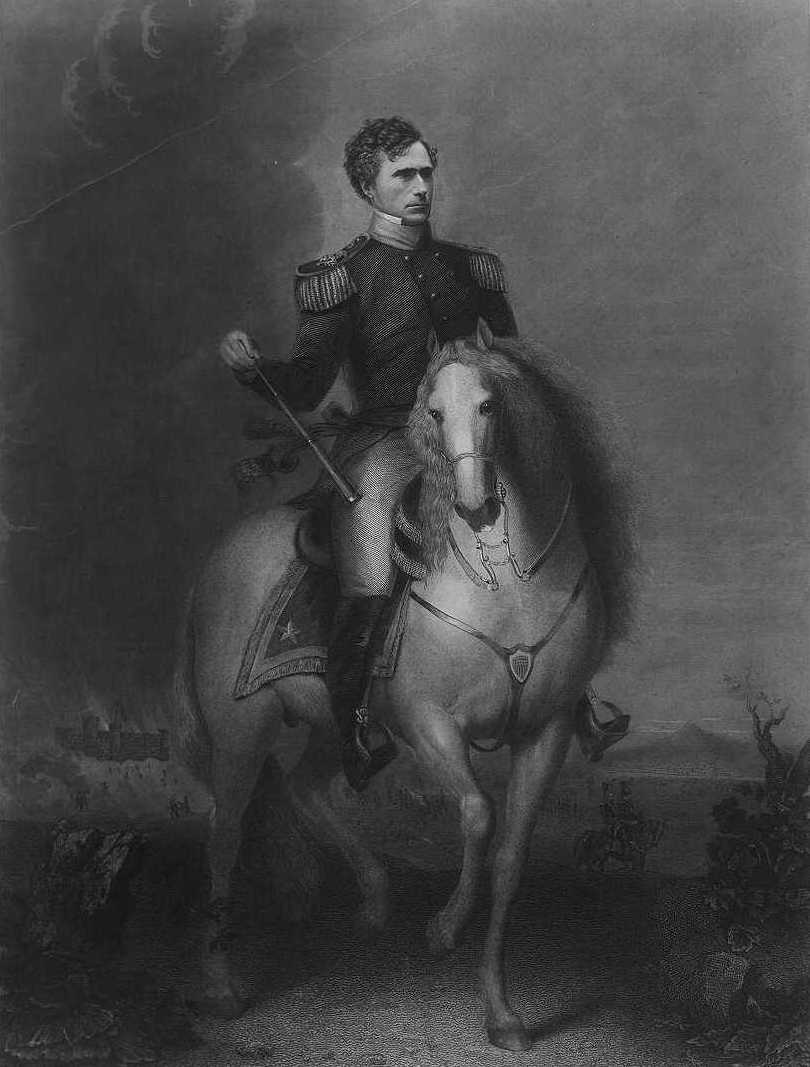
멕시코 전쟁 복무 중의 피어스

1846년 멕시코 전쟁이 시작되자 제임스 K. 포크 대통령은 피어스를 미국 육군의 대령으로 임관하였다. 1달 일찍이 피어스는 포크 내각에서 법무 장관으로 지내는 것을 거절하였다.
전쟁이 시작된 지 몇달 후에 피어스는 준장으로 진급되었다. 멕시코시티 원정에서 윈필드 스콧 장군 아래에서 복부하였다. 그는 추루부스코 공격에서 여단에게 명령을 내리고 자신의 말에서 던져질 때 자신의 다리에 부상을 입었다. 다음 날의 돌격에 돌아왔고, 적의 선에 가까이 오면서 자신의 부상당한 다리를 비틀어 아픔으로부터 활기를 잃어, 전쟁이 끝날 때까지 불 아래에 무력해지고 말았다. 정치적 반대자들은 후에 그를 겁에 고발하였다.

### 1852년 선거

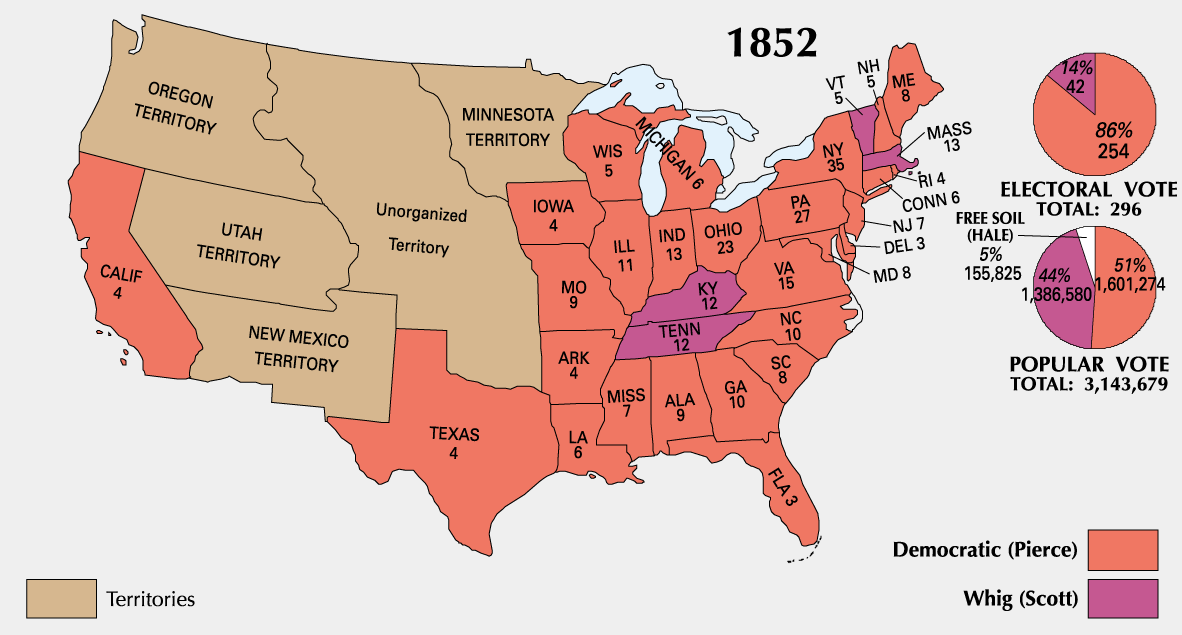
1852년 대통령 선거 지도

전쟁이 끝난 후에 피어스는 콩코드에서 자신의 변호사 실습을 다시 시작하였다. 1852년에 열린 자신의 당 집회에 의하여 그는 뉴햄프셔 주의 지도력있는 민주당원들 중의 하나가 되었다. 사절단들은 당의 모든 당파들에 받아들일 만한 대통령을 위한 후보를 선택하는 데 어려움과 마주쳤다. 4명의 가장 강한 후보들은 일리노이주 상원 스티븐 더글라스와 3명의 내각 장관들 - 제임스 뷰캐넌, 윌리엄 L. 마시와 루이스 캐스였다.
34회의 결정자 후보 선거 후에 호의적인 후보들이 지명에 이길 것이 아니게 보이기 시작하였다. 버지니아주에서 온 사절단들은 그러고나서 피어스를 후보로 지명하였다. 뉴잉글랜드 사람인 그는 북부의 어떤 성원을 기대하였고, 남부는 그가 1850년 타협을 성원하고 도망 노예법의 엄한 집행을 뒷받침한 이유로 그를 신임하였다. 결정자 후보 선거가 지속되면서 몇명의 뷰캐넌 사절단들은 피어스에게 방향을 바꾸어 그는 49번째 선거를 우승하였다. 집회는 앨라배마주의 상원 윌리엄 R. 킹을 부통령으로 선택하였다.
휘그당은 대통령에 윈필드 스콧 장군을 대통령, 해군 윌리엄 A. 그레이엄을 부통령 후보로 지명하였다. 1850년의 타협은 임시로 노예 제도 문제를 정착시키고, 두 개의 파로 나뉘고 말았다. 그러나 선거 운동은 스콧이 정말로 노예 제도에 반대하여 남부에서 그를 반대하는 원인이 생긴다는 폭로를 하였다. 피어스는 인기있는 투표로 다수를 얻어 대통령에 당성되었다.

## 대통령 임기

### 피어스 내각
피어스는 자신의 내각을 위하여 모든 당파들로부터 남자들을 선택하여 민주당에서 조화를 촉진하는 시도를 하였다. 그의 임명은 2명의 보수적 남부인 제임스 거스리(재무 장관)와 제임스 C. 도빈(해군 장관), 2명의 보수적 북부인 윌리엄 L. 마시(국무 장관)와 제임스 캠벨(우정 장관), 1명의 노예 제도 반대자 북부인 로버트 매클럴랜드(내무 장관), 국가 권리적 남부인 제퍼슨 데이비스(전쟁 장관)와 뉴잉글랜드 휘그당원 캘립 커싱(법무 장관)이었다. 킹 부통령은 몇달 동안 병을 앓아 사무실에서 임무를 수행하지 못한 채 1853년 4월에 사망하고 말았다.

### 백악관 생활
피어스의 백악관 생활은 부부의 비극적 분위기와 슬픔으로 시작되었다. 피어스 부부는 프랭클린의 취임식이 열리기 2달 전에 11세의 아들 벤저민이 철도 사고로 사망하는 것을 보았다. 제인 여사는 슬픔으로부터 쓰러지고 남편의 취임식에 참석하지 않았다. 그의 임기 절반에 그녀는 윗층의 방에서 은둔하였다고 한다.
제인 여사의 이모 애비 켄트 민즈가 피어스의 대통령 임기의 첫 2년동안 백악관의 여주인 노릇을 하였다. 제인 여사는 결국 1855년 1월 1일에 열린 백악관 행사에 나타났고, 그 후로부터 국립 만찬에 자주 참석하였다고 한다.

### 캔자스 - 네브래스카 법령
1854년 1월 더글러스 상원은 자신이 희망한 경계 지방의 정착의 촉진 청구서를 소개하였다. 그 청구서는 2개의 영토들 - 캔자스와 네브래스카를 서부에 있는 인디언들의 땅으로부터 개척하는 데 제의하였다. 청구서는 새 영토들의 정착자들이 노예 제도를 찬성하느냐에 결정하는 데 마련되었다. 더글러스의 청구서는 1820년과 1850년의 타협에 의하여 설립된 쉽지 않은 노예 제도 휴전을 뒤집히는 데 위협하였다.
현명한 정치인들은 법률 따위에서 위험을 보았을 것이다. 그러나 자신의 당수들의 조언에 활약한 피어스는 청구서를 지지하였다. 그것은 1854년 5월 30일에 법이 되었다. 노예 제도 지지자와 반대자들이 영토를 통제하는 노력으로 캔자스에 쏟아들어왔다. 그들의 경쟁은 곧 무장 충돌로 나타나고 말았다.
캔자스 - 네브래스카 법령은 정당들의 폭력적인 재편성을 창조하였다. 민주당은 노예 제도에 존재적인 법률을 지켰다. 이미 지방주의에 의하여 약해진 휘그당은 분열되었다. 이 일은 공화당과 아메리카당의 탄생을 촉진시켰다.

### 외교 정책
1853년 피어스는 하와이 제도를 합병하는 데 주창하였다. 이 계획은 국왕 카메하메하 3세가 사망하면서 수포로 돌아가고 말았다. 그해의 개즈던 매입은 국가에 남부의 철도가 태평양 해안으로 향하는 길을 주었고 멕시코와 함께 경계적 의문을 정착시켰다. 피어스의 주장에 상원은 1854년 일본과 통상 조약을 승인하여 일본을 미국 무역 이익을 열었다.

## 이후의 세월
피어스의 노예 제도 분쟁의 조종은 자신의 정치적 유용을 파괴시키고 말았다. 뷰캐넌의 대통령 취임식이 끝난 후, 피어스 부부는 제인 야사의 건강을 향상시키는 데 효과없는 시도로 국외에 나갔다. 부부는 마데이라 제도에서 2년을 보내고 유럽을 방분하고 나서 귀국하였다. 제인 여사는 1863년 12월 2일에 사망하였다.
피어스는 남북전쟁이 일어나는 동안에 에이브러햄 링컨 대통령의 격심한 비평가였다. 그는 링컨이 똑바른 지도력에 의하여 분쟁을 피할 수 있었다는 데 과하였다.
1869년 10월 8일 콩코드에서 향년 65세로 사망하여 올드 노스 공동묘지에 안장되었다.

## 전기
- Allen, Felicity. Jefferson Davis, Unconquerable Heart. St. Louis, Missouri: University of Missouri Press. 1999. ISBN 0-8262-1219-0.
- Bergen, Anthony. (2010) "Pierce and the Consequences of Ambition"
- Boulard, Garry, "The Expatriation of Franklin Pierce—The Story of a President and the Civil War". (iUniverse, 2006)
- Brinkley, A. and Dyer, D. The American Presidency. 2004. Houghton Mifflin Company.
- DiConsiglio, John. Franklin Pierce. Vol. 14. New York: Children's Press-Scholastic, 2004. ISBN 0-516-24235-0
- Gara, Larry, The Presidency of Franklin Pierce (1991), standard history of his administration
- Nichols; Roy Franklin. Franklin Pierce, Young Hickory of the Granite Hills (1931), standard biography
- Nichols; Roy Franklin.The Democratic Machine, 1850–1854. Columbia University Press, 1923. online version[깨진 링크(과거 내용 찾기)]
- Potter, David M, The Impending Crisis, 1848–1861. New York, New York: Harper & Row, 1976. ISBN 0-06-013403-8.
- Taylor; Michael J.C. "Governing the Devil in Hell: 'Bleeding Kansas' and the Destruction of the Franklin Pierce Presidency (1854–1856)" White House Studies, Vol. 1, 2001, pp 185–205
- Wallner, Peter A. (2004). 《Franklin Pierce: New Hampshire's Favorite Son》. Concord, New Hampshire: Plaidswede. ISBN 0-9755216-1-6.
- Wallner, Peter A. (2007). 《Franklin Pierce: Martyr for the Union》. Concord, New Hampshire: Plaidswede. ISBN 978-0-9790784-2-2.

## 역대 선거 결과
| 선거명      | 직책명                         | 대수 | 정당          | 득표율  | 득표수 (선거인단)   | 결과 | 당락                     |
| ----------- | ------------------------------ | ---- | ------------- | ------- | ------------------- | ---- | ------------------------ |
| 1833년 선거 | 하원의원 (뉴햄프셔 광역선거구) | 23대 | 잭슨파 민주당 | 15.14%  | 23,056표            | 3위  | 뉴햄프셔주 하원의원 당선 |
| 1835년 선거 | 하원의원 (뉴햄프셔 광역선거구) | 24대 | 잭슨파 민주당 | 12.66%  | 24,012표            | 1위  | 뉴햄프셔주 하원의원 당선 |
| 1836년 선거 | 상원의원 (뉴햄프셔 제3부)      | 25대 | 민주당        | 100.00% | 1표                 | 1위  | 뉴햄프셔주 상원의원 당선 |
| 1852년 선거 | 미국의 대통령                  | 14대 | 민주당        | 50.84%  | 1,607,510표 (254명) | 1위  |                          |